# Мокиенко, Валерий Михайлович
Вале́рий Миха́йлович Мокие́нко (род. 16 февраля 1940, Керчь, Крымская АССР) — советский и российский лингвист-славист, доктор филологических наук (1977), профессор филологического факультета СПбГУ.

## Биография
Родился в 1940 году в Керчи.
В 1964 году - окончил кафедру славянской филологии Ленинградского университета по специальностям «филолог-славист, переводчик с чешского языка, преподаватель русского языка и литературы». Окончил аспирантуру кафедры славянской филологии, в 1969 г. защитил кандидатскую диссертацию на тему «Лингвистический анализ местной географической терминологии» (руководители Б. А. Ларин, Г. И. Лилич, Н. И. Толстой). В 1977 году защитил докторскую диссертацию на тему «Противоречия фразеологии и её динамика».
В 1966—1972 годах — ассистент кафедры славянской филологии. В 1972—1979 годах — доцент кафедры славянской филологии. В 1979—1990 годах — декан и профессор факультета русского языка как иностранного, заведующий кафедрой русского языка для иностранных учащихся гуманитарных факультетов. С 1990 года — профессор кафедры славянской филологии.
С 1 апреля 1995 г. — приглашенный профессор Института славистики Эрнст-Моритц-Арндт-Университета Грайфсвальд (Германия). В 1996—2005 годах — заведующий кафедрой украинистики Института. В 1999—2001 годах — директор Института.
С 2016 года — научный руководитель Межкафедрального словарного кабинета имени профессора Б. А. Ларина.
Основными направлениями научной и педагогической деятельности являются славистика (особенно русистика, украинистика, богемистика), этнолингвистика, сопоставительное языкознание и славянская диалектология, лексикография и лексикология, фразеология и ономастика, славистика, сопоставительная лексикология и фразеология славянских языков, транслятология, историко-этимологическая фразеология и паремиология и общая и славянская лексикография.
Почётный доктор Оломоуцкого университета (Чехия, 2006).
Основная сфера научных интересов: проблемы взаимодействия языка и культуры, исторические корни славянской лексики и фразеологии.
С 1978 года член фразеологической комиссии (от Российской Федерации) при Международном комитете славистов. С 2003 года председатель этой комиссии.
С 1996 года член Европейской ассоциации по фразеологии — «ЕВРОФРАЗ», входит в состав редколлегии нескольких международных славистических журналов. С 1996 года член ассоциации украинистов Германии. С 2000 года учредительный член Международной Ассоциации белорусистов.
Организатор многих международных конференций по славянской фразеологии и лексикографии.
Автор более 700 публикаций в области лингвистики (русистики и славистики) во многих журналах. Среди них — 57 книг (15 монографий, 34 словаря, 7 учебников). Под редакцией Мокиенко вышло несколько теоретически значимых монографий.
Известен как популяризатор филологии. 

## Награды
- Золотая медаль имени В. И. Даля РАН (2019) — за цикл «Больших словарей» русской фразеологии — поговорок, сравнений, пословиц: «Большой словарь русских поговорок», «Большой словарь русских народных сравнений», «Большой словарь русских пословиц»